# 이온 플럭스
《이온 플럭스》(Æon Flux)는 피터 정이 창작한 미국의 애니메이션 작품이자, 이를 원작으로 하는 만화, 비디오 게임, 영화 작품이다. 1991년 MTV의 리퀴드 텔레비전에서 6화의 단편 애니메이션으로 최초로 공개되었고, 뒤이어 1992년에 5화의 단편 애니메이션이 방영되었다. 1995년에 30분짜리 에피소드 10화로 구성된 한 시즌이 독자적인 시리즈로서 방영되었다. 애니메이션 시리즈와 느슨한 연관을 가진 동명의 실사 영화가 2005년 12월 2일 개봉하였고, 이에 앞서 11월에 실사 영화를 기본으로 하되 애니메이션 시리즈의 요소도 반영된 비디오 게임도 발매되었다.

줄거리는 3012년, 지구 온난화로 인한 핵전쟁으로 세계가 멸망한 후, 한때 미국 로스엔젤레스였던 브레그나와 모니카 문명의 보루가 마지막으로 남아있다는 줄거리입니다.

## 시리즈 구성
| 시즌          | 화수 | 시즌 시작       | 시즌 종료        | DVD 발매        |
| ------------- | ---- | --------------- | ---------------- | --------------- |
| 시즌 1/파일럿 | 6화  | 1991년 9월      | 1991년 9월       | 2005년 2월 13일 |
| 시즌 2        | 5화  | 1992년 9월 22일 | 1992년 11월 24일 | 2005년 2월 13일 |
| 시즌 3        | 10화 | 1995년 8월 8일  | 1995년 10월 10일 | 2005년 2월 13일 |

## 영화
2005년에 애니메이션 시리즈와 느슨한 연관 관계를 가진 실사 영화가 개봉하였다. 캐린 쿠사마가 감독을, 샤를리즈 테론이 주연을 담당하였으나, 흥행에는 실패하였다.